# Drumul 456 (Japonia)

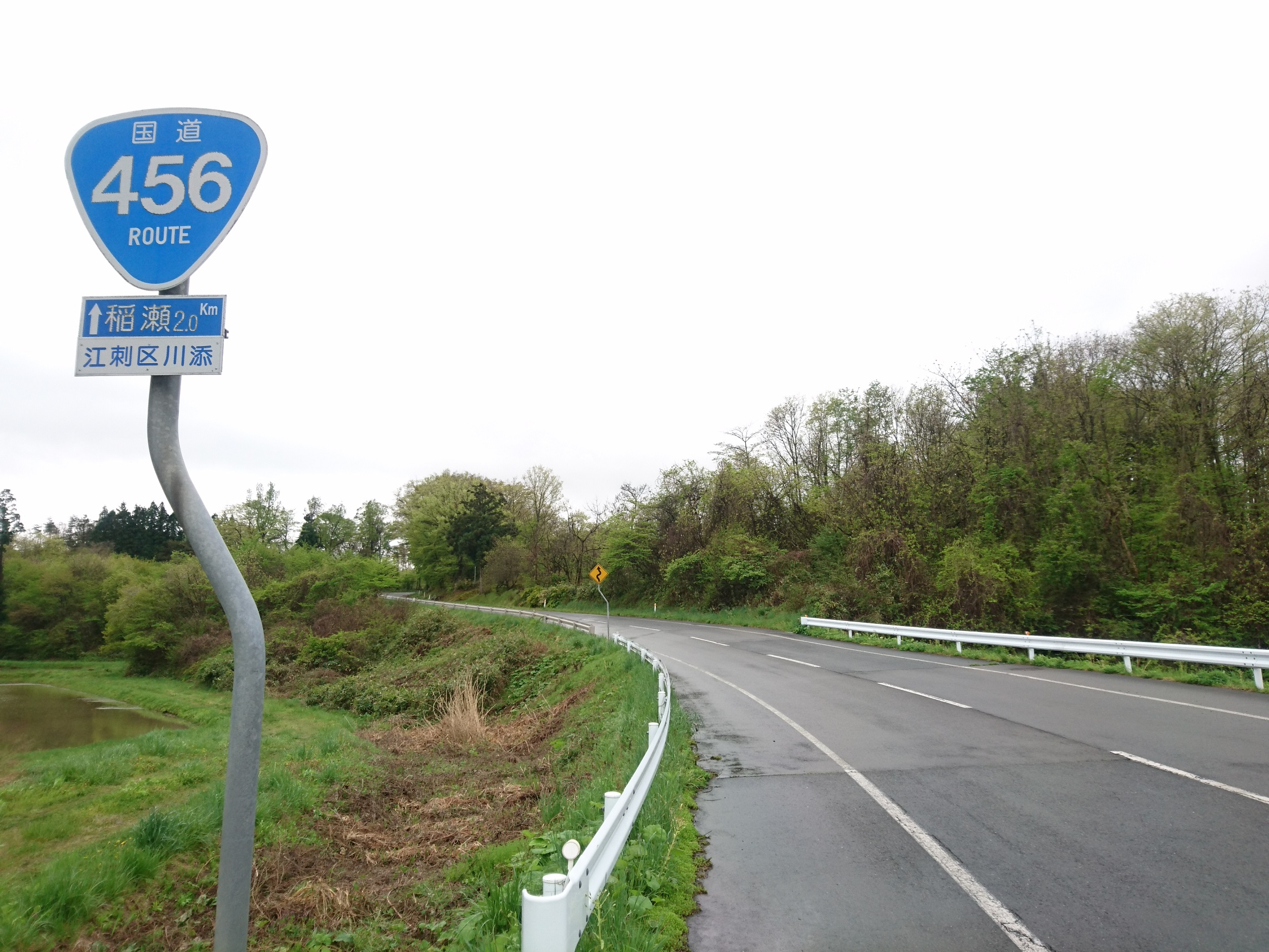

Drumul 456 este o autostradă din Japonia care leagă Morioka de Motoyoshi, pe o lungime de 154,5 km.